# National Challenge Cup de 1981
A National Challenge Cup de 1981 foi a 68ª temporada da competição futebolística mais antiga dos Estados Unidos. New York Pancyprian-Freedoms entra na competição defendendo o título.
O campeão da competição foi o Maccabi Los Angeles, conquistando seu quinto título, e o vice campeão foi o Brooklyn Dodgers S.C.

## Participantes
| Entram na Primeira Fase                      |
| - Brooklyn Dodgers S.C - Maccabi Los Angeles |

## Premiação
| National Challenge Cup de 1981          |
| --------------------------------------- |
| Maccabi Los Angeles Campeão (5º título) |